# Erylus amphiastera
Erylus amphiastera is een sponzensoort uit de familie Geodiidae in de klasse gewone sponzen (Demospongiae).
De wetenschappelijke naam van de soort werd in 1984 gepubliceerd door Wintermann-Kilian & Kilian.